# 楊守敬

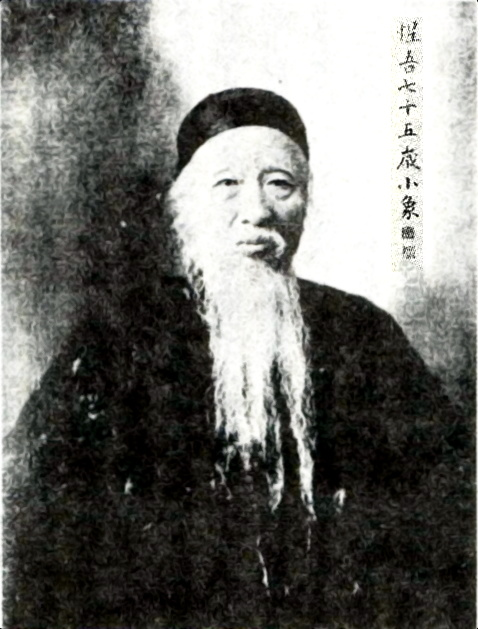
楊守敬

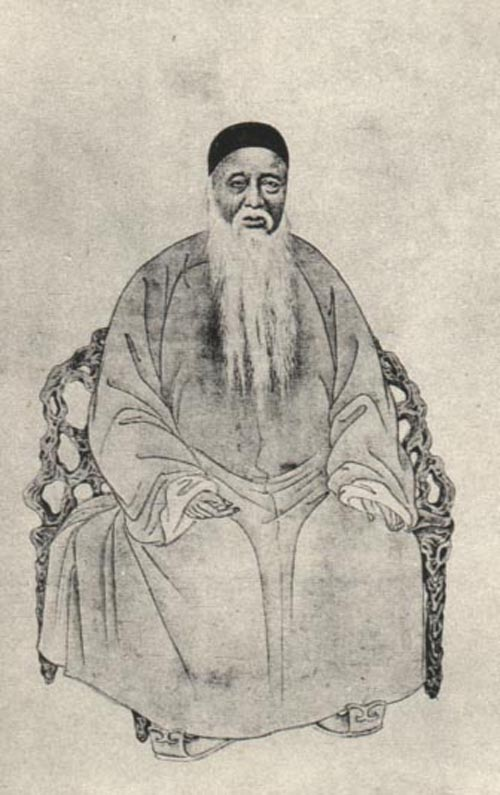
《清代學者象傳》中的楊守敬像

楊守敬（1839年6月2日—1915年1月9日）谱名开科，榜名恺，更名守敬，字惺吾，号鄰蘇老人。湖北省宜都人。清末歷史地理學家、金石文字學家、目錄版本學家。

## 生平
杨守敬1839年出生于 湖北省宜都市陆城镇，表字惺吾。同治元年（1862年）次参加乡试中舉人后，1865年考取景山官學教習。以后他一共七次进京赶考，虽然没能考中，但结识了潘祖蔭和张之洞等著名人物。
杨守敬很小就对地理感兴趣，一生中大部分时间用来注疏郦道元6世纪的《水经注》。因为他通晓理知识，1880年出使日本，在駐日欽使黎庶昌手下充任隨員。因日本在明治维新后迅速西化，传统的中国出版物不再流行，变得十分便宜。因此，杨守敬和黎庶昌在日本购买了上万本中国古籍，有的在中国也很难找到，甚至是在中国绝版的。这些书在1884年以《古逸丛书》之名出版。杨守敬去世后，國民政府收购了他的收藏，将他的藏书大都保存在國立故宮博物院。
回国后，杨守敬先后在武昌任黄冈市教谕、两湖书院教习、勤成（后改名存古）學堂總教長，築鄰蘇園，藏書甚豐，曾参加《荆州府志》的编纂。宣統元年（1909年）被举为礼部顾问官，次年兼聘为湖北省通志局纂修。武昌起義後，有歹徒持枪入屋，声言“借盘费。”避居上海。袁世凯任大总统，欲聘其为顾问，以“年老无意出山”拒绝赴任。晚年在上海賣字為生，自號鄰蘇老人。民國三年（1914年）5月，袁世凯委任为參政院參政，因此楊往北京。四年（1915年）1月9日，在北京逝世，民国政府派专车护送灵柩回宜都，归葬宜茔龙窝。

## 成就
楊守敬二十五歲前往北京市，即好金石学，搜求汉、魏六朝金石文字，結交好友潘存。同治六年（1867年）著成《激素飞清阁评碑记》。
在日本期間，收集散佚在日本的中国古籍，写成《日本访书缘起条例》。在大阪市，有人见杨购书，“莫不窃笑癖而且痴，而余不顾也。”回國後黄公度鼓勵他写成《日本访书缘起条例》。
其亦好研究《水經注》，光緒三年（1877年）《水经注疏·江水》的初稿写成。光緒三十年（1904年）與弟子熊会贞撰寫《水经注疏》稿成，杨守敬每每点出：“此戴袭赵之确证。”宣統元年（1909年）十月，罗振玉给杨守敬信中，称赞其“舆地之学”与王念孙、段玉裁之“小学”、李善兰之“算学”为當時的“三绝学”。
工書法，宗歐陽詢，撰有《楷法溯源》、《评碑记》、《评帖记》、《学书迩言》等。藏书40万卷。著有《歷代輿地圖》、《水經註圖》、《水經註疏》、《隋書地理誌考證》、《寰宇貞石圖》、《日本訪書志》等。民國八十年（1991年）王永瑞编审《杨守敬集》。

## 家人
- 長子：楊道存
- 次子：楊祇仲
- 三子：楊秋浦[5]